# 巴列奥略王朝
巴列奥略王朝，也有譯為巴列奧王朝或帕里奥洛加斯王朝或帕列奥列格王朝，是東羅馬帝国的最后一个王朝（1261年－1453年）。巴列奥略家族（希臘語：Παλαιολόγος）米海尔八世在热那亚共和国的帮助下于1259年夺取尼西亚帝国皇位，与约翰四世一起成为共治皇帝。1261年7月25日他收复君士坦丁堡，推翻拉丁帝国，恢复了東羅馬帝国自1204年因第四次十字軍東征攻克并洗劫旧都而中斷的统治。同年他加冕成为羅馬皇帝，废黜了约翰四世。
巴列奥略王朝是東羅馬帝国统治时间最长的一个王朝，但是这时期東羅馬帝国已是日薄西山，国内封建割据，内讧不已。此外在鄂圖曼帝國的安納托利亞，接受伊斯蘭教的土耳其人有了征服和入侵異族的熱忱，因此在不斷蠶食帝國的安納托利亞中心領土，亦令帝國的糧食和人力資源出現短缺（大批希臘語居民成為蘇丹的屬民）。14世纪起，帝國屡遭鄂圖曼土耳其入侵，国势日衰，國土不斷縮減。最後帝國的領土只剩下君士坦丁堡附近地區和摩里亞兩地（當然像塞爾維亞、保加利亞等民族的國家已完全亡國）。
儘管如此，巴列奥略王朝時期卻是拜占庭文化最旺盛的時段之一，見証了拜占庭藝術最後一次蓬勃的發展，這部分是緣於拜占庭畫家和意大利畫家增加了的文化交流。東羅馬的藝術家開展了繪畫關於田園風光和地貌的興趣，而傳統的馬賽克畫作的地位亦漸漸讓路予精細的敘事壁畫，從摩里亞米斯特拉斯的教堂群落即可見一斑。
1453年5月29日，君士坦丁十一世在與鄂圖曼帝國的總決戰中陣亡，君士坦丁堡陷落。隨著1460年鄂圖曼帝國征服摩里亞，1461年征服特拉布宗，東羅馬帝国正式滅亡。
十四世紀，皇帝安德洛尼卡二世之子狄奧多爾藉由母系血緣，繼承了西歐義大利半島上的蒙費拉托並成為侯爵；他的後代子孫藉由與西歐其他王室繼續聯姻，使得巴列奥略王室也成為現代歐洲王室的先祖之一。巴列奥略王室的蒙費拉托分支，隨著其最後一位合法男嗣乔万尼·乔吉奥侯爵在1533年過世，而失去侯國的繼承權；然而喬萬尼有一庶子弗拉米尼奧，其後裔被稱為巴列奥略-奧里翁迪家族，這個義大利家族有後代流傳至今。

## 历代皇帝
- 米海尔八世 1259年 - 1282年，约翰四世的攝政，后廢帝自立
- 安德洛尼卡二世 1282年 - 1328年，米海尔八世之子
  - 米海尔九世 1294年 - 1320年，安德洛尼卡二世之子，与父亲共治
- 安德洛尼卡三世 1328年 - 1341年，米海尔九世之子，安德洛尼卡二世之孫
- 约翰五世 1341年 - 1376年，安德洛尼卡三世之子
  - 约翰六世 1347年 - 1354年，约翰五世的岳父，与约翰五世共治
- 安德洛尼卡四世 1376年 - 1379年，约翰五世之子，推翻了自己的父亲
- 约翰五世 1379年 - 1390年，第一次复位
- 约翰七世 1390年，安德洛尼卡四世之子，推翻约翰五世
- 约翰五世 1390年 - 1391年，第二次复位
- 曼努埃尔二世 1391年 - 1425年，约翰五世之子，安德洛尼卡四世之弟
- 約翰八世 1425年 - 1448年，曼努埃尔二世之子
- 君士坦丁十一世 1449年 - 1453年，曼努埃尔二世之子，约翰八世之弟

## 圖片

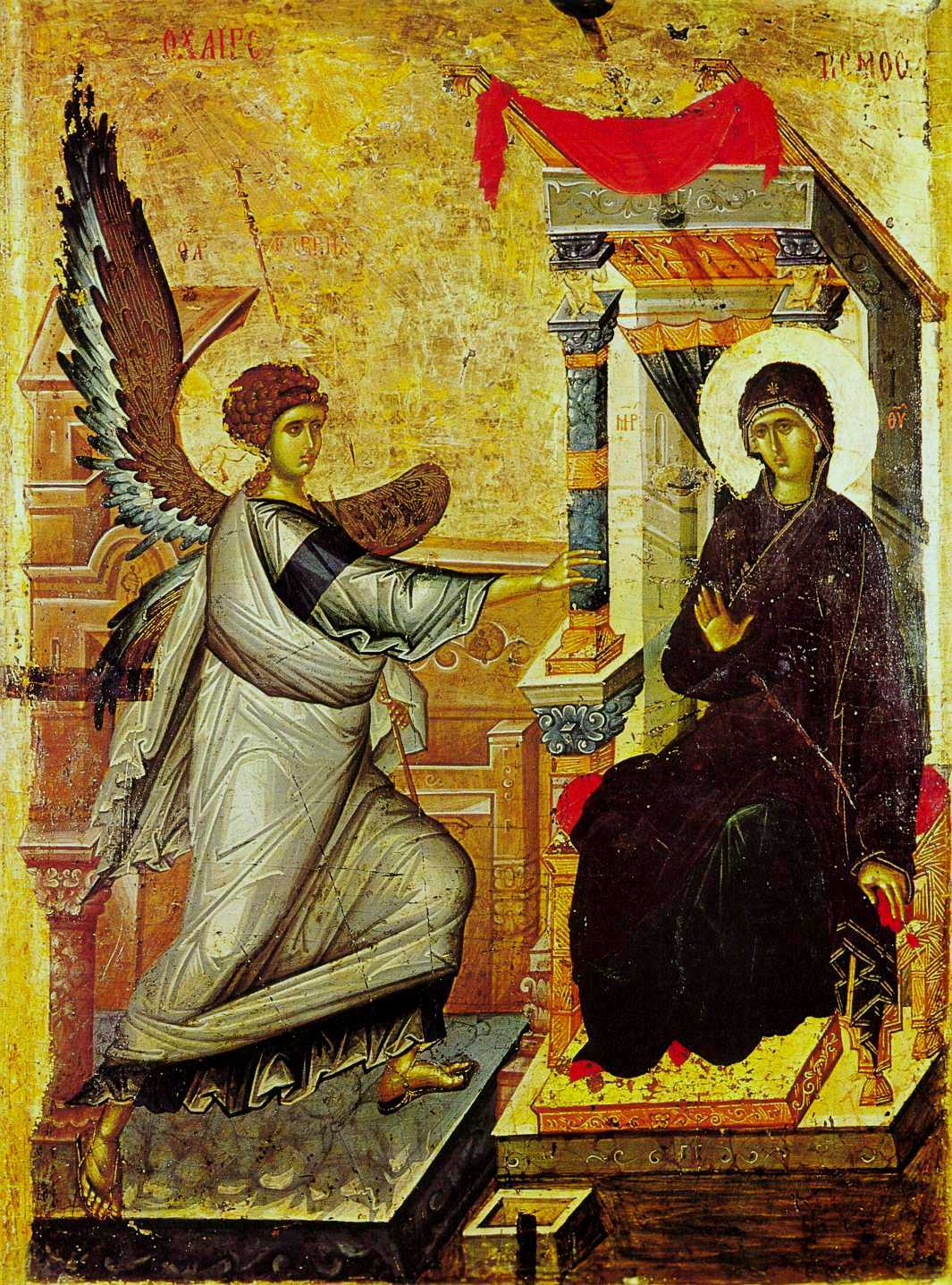
「自奧赫里德的報喜」，巴列奥略矯飾主義繪畫，為一幅受重視的拜占庭畫作